# Laboratori Nacional Lawrence de Livermore
El Laboratori Nacional Lawrence de Livermore (LLNL, sigles del Lawrence Livermore National Laboratory) és un centre de recerca federal a Livermore (Califòrnia, Estats Units). El laboratori va crear-se l'any 1952 com a “Laboratori de Radiació de la Universitat de Califòrnia”, a mode de resposta a la detonació de la primera bomba atòmica per part de la Unió Soviètica durant la Guerra Freda. L'any 1971, va esdevenir autònom i, més tard, l'any 1981, va ser designat com a laboratori nacional.
És un laboratori finançat pel govern federal i, principalment, pel Departament d'Energia dels Estats Units. La seva operació és de tipus privada, a càrrec de Lawrence Livermore National Security (una associació formada per la Universitat de Califòrnia, Bechtel, BWX Technologies, AECOM i el Battelle Memorial Institute amb l'afiliació del Texas A&M Univeristy System). L'any 2012, al laboratori s'hi va descobrir l'element químic sintètic livermori (element 116).